# Antemurale Christianitatis
Antemurale Christianitatis är en latinsk benämning för "kristendomens yttre mur" som påven Leo X år 1519 gav till Kroatien för dess roll i kampen mot osmanska riket. Uttrycket blev en viktig del av den nationella identitieten i Kroatien och även för kroater i Bosnien och Hercegovina.